# Molí del Bep de Canut
El Molí del Bep de Canut és un trull del segle xix al municipi de Torrebesses (comarca del Segrià), que s'havia dedicat a la premsa d'olives per elaborar oli a la manera tradicional (molí de sang).
Internament, el molí està dividit en dos espais. Al vessant nord, on es premsaven les olives, encara s'hi conserven els recipients construïts i la premsa, la qual funcionava amb tracció animal. En canvi, l'espai sud es dedicava a l'extracció de l'oli, mitjançant dues premses de lliura o premsa de seixantè, de les quals encara se'n conserva una en un bon estat de conservació.
A l'exterior, el molí forma part d'un complex més gran, en el qual hi ha una bassa, la qual possiblement es dedicava a la recollida i acumulació d'aigua de pluja, de manera que després podia ésser emprada pel procés d'elaboració de l'oli. Al soterrani també hi ha un segon dipòsit, el qual recollia l'aigua provinent de les dues rieres de la població, les quals conflueixen en aquest punt.

## Història
Es coneix que a Torrebesses hi havia cinc molins, comptant amb el del Bep de Canut, cosa per la qual l'activitat de premsa havia de ser molt important al poble, especialment si es té en compte que aquest molí només es dedicava a l'oli, a diferència d'altres, que també treballaven gra.
Tant als murs com a la premsa principal els antics moliners van practicar nombroses inscripcions, la major part de comptes relacionats amb la producció. Les més antigues figures de mitjans del segle xix, mentre que les més modernes figuren abans de la Guerra Civil. Durant la contesa, el molí es va utilitzar com refugi i posteriorment es va abandonar. Fou també durant aquest període quan es va perdre la segona premsa de seixantè, la qual, amb tota probabilitat, fou esbocinada per fer foc.
Amb l'abandonament el molí va començar un procés de degradació. El 2013, l'Ajuntament de Torrebesses va arribar a un acord amb la família propietària per rehabilitar-lo i convertir-lo en un espai de caràcter museístic. El 2014 es va aconseguir un ajut del Programa de Desenvolupament Rural de Catalunya i el fons LEADER per executar les obres, les quals van acabar al setembre de 2015. L'equipament, ja rehabilitat, es va tornar a inaugurar el 31 de novembre de 2015, amb motiu de la celebració de l'acte de presentació de la setena edició dels Camins de l'Or Líquid del Segrià Sec.